# Aquarius Tour
Aquarius Tour fue la gira de conciertos debut de la cantante estadounidense Tinashe. La gira apoyó el álbum de estudio debut de Tinashe, Aquarius, que fue lanzado el 7 de octubre de 2014 por RCA Records. La gira comenzó el 5 de diciembre de 2014 y concluyó el 17 de marzo de 2015 y mostró material del álbum de estudio debut de Tinashe y mixtapes. La gira visitó Europa, América del Norte, Oceanía y Asia.

## Antecedentes
El 12 de noviembre de 2014, Tinashe anunció que asistiría a su concierto debut en diciembre de ese año.

## Fechas
| Fecha                   | Ciudad       | País                   | Lugar                | Asistencia   | Ganancia     |
| Norteamérica            | Norteamérica | Norteamérica           | Norteamérica         | Norteamérica | Norteamérica |
| ----------------------- | ------------ | ---------------------- | -------------------- | ------------ | ------------ |
| 5 de diciembre de 2014  | Inglewood    | Estados Unidos         | LA Forum             |              |              |
| 11 de diciembre de 2014 | Rochester    | Estados Unidos         | Blue Cross Arena     |              |              |
| 12 de diciembre de 2014 | Pontiac      | Estados Unidos         | The Crofoot Ballroom |              |              |
| 13 de diciembre de 2014 | Toronto      | Canadá                 | Tattoo Queen West    |              |              |
| 15 de diciembre de 2014 | Nueva York   | Estados Unidos         | Highline Ballroom    |              |              |
| 16 de diciembre de 2014 | Boston       | Estados Unidos         | Brighton Music Hall  |              |              |
| 17 de diciembre de 2014 | Washington   | Estados Unidos         | Howard Theatre       |              |              |
| 18 de diciembre de 2014 | Baltimore    | Estados Unidos         | Rams Head Live!      |              |              |
| 19 de diciembre de 2014 | Orlando      | Estados Unidos         | Beacham Theatre      |              |              |
| 22 de enero de 2015     | Los Ángeles  | Estados Unidos         | Teatro El Rey        |              |              |
| Asia                    |              |                        |                      |              |              |
| 12 de febrero de 2015   | Dubái        | Emiratos Árabes Unidos | RedFestDXB           |              |              |
| Oceanía                 |              |                        |                      |              |              |
| 15 de febrero de 2015   | Brisbane     | Australia              | The Triffid          |              |              |
| 18 de febrero de 2015   | Sídney       | Australia              | The Metro            |              |              |
| 19 de febrero de 2015   | Perth        | Australia              | Perth Festival       |              |              |
| 20 de febrero de 2015   | Melbourne    | Australia              | The Hi-Fi            |              |              |
| 21 de febrero de 2015   | Auckland     | Nueva Zelanda          | Splore Festival      |              |              |
| Europa                  |              |                        |                      |              |              |
| 2 de marzo de 2015      | Londres      | Inglaterra             | Heaven (nightclub)   |              |              |
| 3 de marzo de 2015      | Birmingham   | Inglaterra             | Digbeth Institute    |              |              |
| 4 de marzo de 2015      | Mánchester   | Inglaterra             | Gorilla Mánchester   |              |              |
| 6 de marzo de 2015      | Ámsterdam    | Países Bajos           | Paradiso (Ámsterdam) |              |              |
| 7 de marzo de 2015      | Amberes      | Bélgica                | Trix Club            |              |              |
| 8 de marzo de 2015      | París        | Francia                | Le Trianon (París)   |              |              |
| 9 de marzo de 2015      | Zúrich       | Suiza                  | Mascotte             |              |              |
| 10 de marzo de 2015     | Berlín       | Alemania               | Franz-Club           |              |              |
| 11 de marzo de 2015     | Hamburgo     | Alemania               | Mojo Club            |              |              |
| 13 de marzo de 2015     | Copenhague   | Dinamarca              | Vega, Copenhagen     |              |              |
| 14 de marzo de 2015     | Oslo         | Noruega                | Parkteatret          |              |              |
| 15 de marzo de 2015     | Estocolmo    | Suecia                 | Fasching             |              |              |
| 17 de marzo de 2015     | Helsinki     | Finland                | Tavastia Club        |              |              |
| Total                   |              |                        |                      |              |              |